# Futsal Reggio Calabria
L'Associazione Sportiva Dilettantistica Cormar Futsal Reggio Calabria è stata una squadra italiana di calcio a 5, con sede a Polistena. Nella stagione 22-23 ha militato in Serie A2, seconda serie del campionato italiano di calcio a 5.

## Storia
La società è stata fondata nel 1997; tra il 2013 e il 2015 ha assunto la denominazione "Associazione Sportiva Elettromega Polistena Calcio a 5". A partire dalla stagione 2020-21 la squadra abbandona i tradizionali colori sociali della città di Polistena (rosso e verde) per adottare il bianco e il nero. L'ultimo assetto societario risale all'estate del 2022 quando il Cormar Futsal Polistena, retrocesso dalla Serie A, unì le forze con il Cataforio, vincitore della Serie C1 calabrese. La sinergia prevedeva che quest'ultimo avrebbe proseguito l'attività solamente nel settore giovanile mentre il Polistena avrebbe assunto la denominazione "Cormar Futsal Reggio Calabria".

## Cronistoria
| Cronistoria della Cormar Futsal Reggio Calabria |
| --- |
| - 1997 · Fondazione del Futsal Polistena C5. - 1997-2013 · ? - 2013 · Assume la denominazione Elettromega Polistena C5 - 2013-14 · ?ª nel girone B di Serie C2 Calabria. - 2014-15 · 6ª nel girone B di Serie C2 Calabria. - 2015 · Ritorno alla denominazione Futsal Polistena C5. - 2015-16 · 3ª nel girone B di Serie C2 Calabria. Ripescata in Serie C1. - 2016-17 · 5ª in Serie C1 Calabria. - 2017-18 · 1ª in Serie C1 Calabria. Promossa in Serie B. - 2018-19 · 2ª nel girone H di Serie B. Promossa in Serie A2. Vince i play-off promozione. 1º turno di Coppa Italia di Serie B. 1º turno di Coppa della Divisione. - 2019-20 · 4ª nel girone C di Serie A2. 2º turno di Coppa Italia di Serie A2. 2º turno di Coppa della Divisione. - 2020-21 · 2ª nel girone D di Serie A2. Promossa in Serie A. Vince i play-off promozione. Semifinalista di Coppa Italia di Serie A2. - 2021 · Assume la denominazione Cormar Futsal Polistena. - 2021-22 · 16º in Serie A. Retrocessa in Serie A2. - 2022 · Assume la denominazione Cormar Futsal Reggio Calabria. - 2022-23 · 10ª nel girone C di Serie A2. Non iscritta al campionato successivo. |

## Statistiche
Si riportano di seguito le partecipazioni ai campionati nazionali.
| Livello | Categoria | Partecipazioni | Debutto   | Ultima stagione | Totale |
| ------- | --------- | -------------- | --------- | --------------- | ------ |
| 1º      | Serie A   | 1              | 2021-2022 | 2021-2022       | 1      |
| 2º      | Serie A2  | 3              | 2019-2020 | 2022-2023       | 3      |
| 3º      | Serie B   | 1              | 2018-2019 | 2018-2019       | 1      |